# New York State Route 5S
Die New York State Route 5S (NY 5S) ist eine in Ost-West-Richtung verlaufende State Route im Mohawk Valley von New York in den USA. Sie hat eine Länge von 73,03 Meilen (117,536 km) und erstreckt sich von einer Kreuzung mit der Interstate 790 (hier überlappend mit NY 5, NY 5A, NY 8 und NY 12) in Utica zur Kreuzung mit der NY 890 in Rotterdam. Die Strecke verläuft auf ihrer gesamten Länge auf der Südseite des Mohawk River und parallel zur NY 5 nördlich des Flusses (deswegen der Buchstabe „S“ in der Streckennummer). An manchen Stellen wurde die NY 5S ausgebaut zu einer zweistreifigen Autostraße oder zu einer Schnellstraße, zumeist in Utica und dem westlichen Teil des Herkimer County. Die Strecke ist westlich ihrer Kreuzung mit der NY 103 im Schenectady County gleichlaufend mit der New York State Bicycle Route 5.
Als NY 5S im Jahr 1930 festgelegt wurde, erstreckte sie sich von Oneida im Westen bis nach Schenectady im Osten. Sie wurde später an beiden Enden gekappt, um Überlappungen mit anderen State Routes aufzuheben und um andere Straßenbauten in das Straßennetz zu integrieren, wie etwa die Interstate 890 (I-890) im Westen des Schenectady Countys.

## Streckenbeschreibung

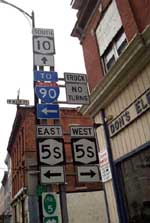
Beschilderung der NY 5S und NY 10 in Canajoharie

NY 5S beginnt an der Kreuzung der I-790 im Zentrum von Utica, wo die Oriskany Street ihre Kennzeichnung von NY 5A auf NY 5S ändert. An dieser Kreuzung überlappt sich I-790 mit NY 5, NY 8 und NY 12 und bildet Uticas Nord-Süd-Arterie. Der Freeway verbindet NY 5S mit dem New York State Thruway. Von dieser Kreuzung verläuft NY 5S als städtische Hauptverkehrsstraße zunächst mit niveaugleichen Kreuzungen quer durch Utica ostwärts. Nach der Kreuzung mit der Broad Street führt sie als autobahnähnliche Straße bis zur Grenze zwischen der City of Utica und dem Herkimer County.
Der Highway trifft im Herkimer County auf die Culver Avenue. Unweit östlich davon zweigt mit der Turner Street eine kleine Verbindungsstraße ab, bevor Route 5S nach West Frankfort gelangt und eine Ausfahrt zur Dyke Road hat, die ihrerseits zum Thruway und zur NY 5 führt. In West Frankfort verläuft die Strecke parallel zu ihren alten Trassenabschnitten. Route 5S führt südwärts zur Higby Road und Cemetery Street in Frankfort. Direkt nachdem sie das County-Ausstellungsgelände passiert hat, unterquert Route 5S die NY 171. In East Frankfort kreuzt sie ihren alten Straßenverlauf und schwenkt nach Osten. Sie erreicht Ilion, wo sie auf die NY 51 trifft. NY 5S führt südlich an Herkimer vorbei und kreuzt einige lokale Straßen, bevor sie in Mohawk die NY 28 quert. In Mohawk kreuzt Route 5S auch die nicht ausgeschilderte Reference Route NY 922B.
An Mohawk vorbei beginnt die Route 5S parallel zum Mohawk River und dem Thruway zu verlaufen, während sie weiter ostwärts in Richtung Rotterdam strebt. In Little Falls kreuzt sie sich mit der NY 167. Sie verläuft durch Farmland und folgt dem Verlauf des Thruway noch enger. Sie führt dabei durch Fort Plain und Canajoharie. In dem zweiten der beiden Villages wird die Straße in der unmittelbaren Umgebung mit der Kreuzung zur NY 10 vom Village unterhalten. Dieses etwa 310 m lange Straßenstück ist der einzige Teil der Strecke, der nicht vom New York State Department of Transportation (NYSDOT) unterhalten wird.
Route 5S erreicht dann Fultonville und kreuzt dort die NY 30A, verläuft jedoch weiter parallel zum Thruway. In der City of Amsterdam kreuzt Route 55 die NY 30. In der sich anschließenden Town of Rotterdam beginnt die Strecke parallel zu verlaufen zur Route 5 und dem Fluss und wendet sich südwärts. Sie endet schließlich an der Kreuzung mit der NY 890.

## Geschichte
Im Jahr 1908 beschloss die New York State Legislature die Schaffung der nicht ausgeschilderten Route 6 mit Anfangspunkt in Buffalo, die nach ostwärts durch den Bundesstaat nach Albany führte. Von Utica bis Schenectady folgte Route 6 dem Ufer des Mohawk River durch sein Tal. Anfänglich nutzte Route 6 zwischen Utica und Mohawk sowie zwischen Fultonville und Amsterdam den Korridor der modernen NY 5S. Um 1920 wurde der Abschnitt der heutigen NY 5S von Mohawk bis nach Little Falls Teil der Route 26. Am 1. März 1921 wurde Route 26 gekappt und begann von da an in Little Falls, während Route 6 zwischen Fultonville and Amsterdam neutrassiert wurde und stattdessen dem Verlauf der heutigen NY 5 folgte. Als 1924 die ersten beschilderten Straßenstrecken in New York ausgewiesen wurden, wurde der Teil der früheren Route 6 zwischen Utica und Mohawk zum nördlichsten Abschnitt der NY 28, einer Nord-Süd-Verbindung, die Oneonta über Springfield und Richfield Springs mit Utica verband.
Bei der Neunummerierung der State Highways in New York 1930 erhielt die NY 28 nördlich von Mohawk einen neuen Verlauf in Richtung Poland. Die frühere Trasse zwischen Utica und Mohawk wurde Bestandteil der NY 5S und so zu einer Alternativstrecke der NY 5 zwischen Oneida und Schenectady. Wie der Kennbuchstabe nahelegt, war NY 5S weitgehend eine südlichere Route als die NY 5, auch wenn sie westlich von Utica nördlich der NY 5 verlief. Der Abschnitt in Richtung Oneida wird heute durch NY 5A, NY 69, NY 365 und NY 365A gebildet. NY 5S wurde zu Beginn der 1940er Jahre westlich von Utica abgeschnitten, sodass nun ihr vollständiger Streckenverlauf erstmals südlich der NY 5 lag.
Auch an ihrem östlichen Ende wurde die NY 5S gekürzt und zwar zu ihrem heutigen Endpunkt in Rotterdam, weil zwischen Rotterdam and Schenectady Teile der I-890 über den früheren Streckenverlauf der Route 5S hinweggebaut wurden. Diese Kürzung erfolgte in mehreren Phasen. Der erste aufgelassene Abschnitt betraf die Fertigstellung der I-890 zwischen Downtown Schenectady und dem Exit 4. Fertiggestellt wurde der Freeway zwischen dem New York State Thruway (I-90) und Schenectady Mitte der 1970er Jahre, sodass die NY 5S bis zum Exit 2 aufgelassen wurde. Die Kürzung bis hin zu ihrem derzeitigen östlichen Endpunkt an der damaligen I-890 (heute NY 890) erfolgte Ende der 1980er Jahre, nachdem ein Umbau der Kreuzung zwischen dem Thruway und der damaligen I-890 zum Rückbau der River Road zwischen der I-890 und dem derzeitigen Stummel an der Rice Road führte.
Zwischen Utica und Mohawk verlief NY 5S ursprünglich als heutige „Old Route 5S“ bzw. „Main Street“ und wurde Anfang der 1970er Jahre verlegt, um zwischen Utica und Ilion der neugebauten Trasse des Freeways zu folgen, mit dem Frankfort westlich umgangen wird. Irgendwann nach 1982 wurde ein zweistreifiger Abschnitt nach Autobahnstandards ostwärts bis nach Mohawk dem Verkehr übergeben. Die Brücke, die den New York State Thruway über den Schoharie Creek führte, stürzte am 5. April 1987 ein, als der Bach aufgrund exzessiver Niederschläge Hochwasser führte und schneller als gewöhnlich floss. Der Abschnitt der NY 5S bei Fort Hunter wurde rekonfiguriert, um den westwärts gerichteten Verkehr des Thruways aufzunehmen, während die Brücke neugebaut wurde.

## Wichtige Kreuzungen
| County      | Lage                 | Meile | km     | Richtungen                                   | Bemerkungen                                                                    |
| ----------- | -------------------- | ----- | ------ | -------------------------------------------- | ------------------------------------------------------------------------------ |
| Oneida      | Utica                | 0,00  | 0,00   | NY 5A                                        | Fortsetzung hinter der I-790 / NY 5 / NY 8 / NY 12                             |
| Oneida      | Utica                | 0,00  | 0,00   | I-790 / NY 5 / NY 8 / NY 12                  | westliches Ende der I-790                                                      |
| Herkimer    | Frankfort            | 9,37  | 15,08  | To NY 171 via Cemetery Street                | Zufahrt zur NY 171 über Main Street                                            |
| Herkimer    | Ilion                | 12,80 | 20,60  | NY 51 (Central Avenue)                       |                                                                                |
| Herkimer    | Mohawk               | 14,31 | 23,03  | NY 28 south (Warren Street)                  | westliches Ende der Überlappung von NY 5S / NY 28                              |
| Herkimer    | Mohawk               | 14,76 | 23,75  | NY 28 north (East Main Street)               | östliches Ende der Überlappung von NY 5S / NY 28; Verbindung zu I-90 / Thruway |
| Herkimer    | Town of Little Falls | 20,89 | 33.62  | NY 167 north                                 | westliches Ende der Überlappung von NY 5S / NY 167                             |
| Herkimer    | Town of Little Falls | 20,94 | 33,70  | NY 167 south                                 | östliches Ende der Überlappung von NY 5S / NY 167                              |
| Herkimer    | Danube               | 24,00 | 38,62  | NY 169                                       | südliches Ende der NY 169                                                      |
| Montgomery  | Fort Plain           | 36,14 | 58,16  | NY 80 east                                   | westliches Ende der Überlappung von NY 5S / NY 80                              |
| Montgomery  | Fort Plain           | 36,16 | 58,19  | NY 80 west                                   | östliches Ende der Überlappung von NY 5S / NY 80 overlap                       |
| Montgomery  | Canajoharie          | 39,53 | 63,62  | NY 10 (Church Street)                        |                                                                                |
| Montgomery  | Canajoharie          | 39,78 | 64,02  | I-90 / Thruway                               | Exit 29 (I-90 / Thruway)                                                       |
| Montgomery  | Root                 | 42,37 | 68,19  | NY 162                                       | nördlicher Endpunkt der NY 162                                                 |
| Montgomery  | Fultonville          | 51,51 | 82,90  | NY 30A (South Main Street)                   |                                                                                |
| Montgomery  | Glen                 | 53,55 | 86,18  | I-90 / Thruway via Riverside Drive (NY 920P) | Exit 28 (I-90 / Thruway)                                                       |
| Montgomery  | Glen                 |       |        | Noeltner Road (CR 164)                       | früherer nördlicher Endpunkt von NY 288                                        |
| Montgomery  | City of Amsterdam    | 61,03 | 98,22  | NY 30 (North–South Arterial)                 | Richtung I-90 / Thruway                                                        |
| Montgomery  | Florida              |       |        | Thayer Road (CR 165)                         | früherer westlicher Endpunkt der NY 160                                        |
| Schenectady | Town of Rotterdam    | 67,62 | 108,82 | NY 160 (Scotch Church Road)                  | Pattersonville; nördlicher Endpunkt der NY 160                                 |
| Schenectady | Town of Rotterdam    | 69,82 | 112,36 | NY 103 (Bridge Street)                       | südlicher Endpunkt der NY 103                                                  |
| Schenectady | Town of Rotterdam    | 72,75 | 117,08 | I-90 / Thruway                               | nur ostwärts gerichteter Verkehr der NY 5S                                     |
| Schenectady | Town of Rotterdam    | 73,03 | 117,53 | NY 890                                       |                                                                                |

## Belege
1. ↑  New York State Department of Transportation (Hrsg.): Bicycle Maps.  [Karte]. (englisch, Bicycling in New York [abgerufen am 15. August 2012]).
2. 1 2 3 4  overview map of NY 5S. Google Maps, abgerufen am 15. August 2012 (englisch).
3. ↑  Montgomery County Inventory Listing. (CSV) New York State Department of Transportation, 2. März 2010, abgerufen am 15. August 2012 (englisch).
4. ↑  State of New York Department of Highways: The Highway Law. J. B. Lyon Company, Albany, NY 1909, S. 56–57 (englisch, google.com [abgerufen am 15. August 2012]).
5. ↑  New York State Department of Highways: Report of the State Commissioner of Highways. J. B. Lyon Company, Albany, NY 1920, S. 509–512, 539 (englisch, google.com [abgerufen am 15. August 2012]).
6. ↑  New York State Legislature: Laws of the State of New York passed at the One Hundred and Forty-Fourth Session of the Legislature. J. B. Lyon Company, Albany, NY 1921, Tables of Laws and Codes Amended or Repealed, S. 42, 50–51, 63 (englisch, google.com [abgerufen am 15. August 2012]).
7. ↑   New York’s Main Highways Designated by Numbers, 21. Dezember 1924, S. XX9 (englisch).
8. ↑  Rand McNally and Company (Hrsg.): Rand McNally Auto Road Atlas (eastern New York).  [Karte]. 1926 (englisch, broermapsonline.org [abgerufen am 15. August 2012]).  Info: Der Archivlink wurde automatisch eingesetzt und noch nicht geprüft. Bitte prüfe Original- und Archivlink gemäß Anleitung und entferne dann diesen Hinweis.
9. ↑  Leon A. Dickinson:  New Signs for State Highways, 12. Januar 1930, S. 136 (englisch).
10. 1 2  General Drafting (Kartograph): Road Map of New York.  [Karte]. Hrsg.: Standard Oil Company of New York. 1930 (englisch).
11. ↑  Rand McNally and Company (Kartograph): New York Info-Map.  [Karte]. Hrsg.: Gulf Oil Company. 1940 (englisch).
12. ↑  General Drafting (Kartograph): New York with Pictorial Guide.  [Karte]. Hrsg.: Esso. 1942 (englisch).
13. ↑  Official Description of Touring Routes in New York State. State of New York Department of Transportation, 1. Januar 1970 (englisch, greaternyroads.info [PDF; abgerufen am 15. August 2012]).
14. 1 2 3  H.M. Gousha Company (Kartograph): New York.  [Karte]. Hrsg.: Shell Oil Company. 1973. Auflage. 1973 (englisch).
15. ↑  General Drafting (Kartograph): New York.  [Karte]. Hrsg.: Exxon. 1977–78 Auflage. 1977 (englisch).
16. ↑  Rand McNally and Company (Hrsg.): New York.  [Karte]. 1985, ISBN 0-528-91040-X (englisch).
17. ↑  DeLorme Mapping (Kartograph): Upstate New York City Street Maps.  [Karte], Maßstab 1" = 1/2 mile. Hrsg.: DeLorme Mapping. 1st Auflage. 1990, ISBN 0-89933-300-1, S. 34, Planquadrat C1 (englisch).
18. ↑  Diversified Map Corporation (Kartograph): New York and Metropolitan New York City.  [Karte]. Hrsg.: Sun Oil Company. 1969–70 Auflage. 1969 (englisch).
19. ↑  United States Geological Survey (Hrsg.): Ilion Quadrangle – New York – Herkimer Co.  [Karte], Maßstab 1:24,000 (= 7.5 Minute Series (Topographic)). 1982 (englisch, ny.gov [abgerufen am 15. August 2012]).
20. ↑  Mark A. Uhlig:  Inspection Of Bridge Failed To Cover Underwater Parts In: The New York Times, 7. April 1987. Abgerufen am 14. Mai 2010 (englisch).
21. ↑  Mark Sinsabaugh: New York State Route 5S. In: New York Routes. Abgerufen am 15. August 2012 (englisch).
22. ↑  2010 Traffic Volume Report for New York State. (PDF) New York State Department of Transportation, 25. Juli 2011, S. 13–14, abgerufen am 15. August 2012 (englisch).